# Karachi Port Trust Football Club
Maillots
Le Karachi Port Trust Football Club (en ourdou : کراچی پورٹ ٹرسٹ فٹ بال کلب), plus couramment abrégé en KPT FC, est un club pakistanais de football fondé en 1887 et basé dans la ville de Karachi.
Le club, le plus vieux du pays, évolue en Pakistan Premier League. 

## Histoire
Fondée en 1887, l'équipe joue ses matchs à domicile au CDGK Stadium de Karachi.
C'est l'un des membres fondateurs du championnat national à poule unique, instauré en 2004 et dont il a jusqu'à présent disputé toutes les saisons. 
Le club remporte son unique titre en 1990 en s'imposant en finale de la Coupe du Pakistan. Ce succès lui permet d'effectuer une campagne en Coupe d'Asie des vainqueurs de Coupe l'année suivante, un baptême douloureux avec deux lourdes défaites face aux Indonésiens de Pupuk Kaltim.

## Bilan sportif

### Palmarès
| Compétitions nationales                                                               |
| ------------------------------------------------------------------------------------- |
| - Coupe du Pakistan (1) : - Vainqueur : 1990. - Finaliste : 1987, 1991, 1998 et 2003. |

### Performances internationales
- Coupe d'Asie des vainqueurs de Coupe :
  - 1 apparition : 1992 : élimination au premier tour

## Personnalités du club

### Présidents du club
- Shah Naeem

### Entraîneurs du club
- Mohammad Asif